# Erpeldange
Erpeldange é uma comuna do Luxemburgo, pertence ao distrito de Diekirch e ao cantão de Diekirch.

## Demografia
Dados do censo de 15 de fevereiro de 2001:
- população total: 2.061
  - homens: 1.032
  - mulheres: 1.029
- densidade: 114,69 hab./km²
- distribuição por nacionalidade:

| Nacionalidade  | População | %      |
| -------------- | --------- | ------ |
| luxemburgueses | 1.512     | 73,36% |
| estrangeiros   | 549       | 26,64% |
| - portugueses  | 253       | 12,28% |
| - franceses    | 69        | 3,35%  |
| - italianos    | 47        | 2,28%  |
| - belgas       | 68        | 3,30%  |
| - alemães      | 28        | 1,36%  |
| - iuguslavos   | 17        | 0,82%  |
| - outros       | 67        | 3,25%  |

- Crescimento populacional:

| Ano        | População |
| ---------- | --------- |
| 15/02/2001 | 2.061     |
| 01/01/2002 | 2.023     |
| 01/01/2003 | 2.066     |
| 01/01/2004 | 2.065     |
| 01/01/2005 | 2.094     |